# Шереметьевское сельское поселение
Шереметьевское сельское поселение — муниципальное образование в Нижнекамском районе Татарстана.
В состав поселения входят 7 населенных пунктов:
- село Шереметьевка (административный центр поселения)
- посёлок Камский
- деревня Нариман
- село Оша
- посёлок Первомайский
- посёлок Поповка
- посёлок Самоновка

## Население
| 2010  | 2011  | 2012  | 2013  | 2014  | 2015  | 2016  |
| ----- | ----- | ----- | ----- | ----- | ----- | ----- |
| 1612  | ↘1611 | ↗1612 | ↘1604 | ↘1580 | ↘1547 | ↘1528 |
| 2017  | 2018  |       |       |       |       |       |
| ↘1496 | ↘1470 |       |       |       |       |       |

## История
Шереметьевское сельское поселение образовано в соответствии с законом Республики Татарстан от 31 января 2005 г. N 31-ЗРТ «Об установлении границ территорий и статусе муниципального образования „Нижнекамский муниципальный район“ и муниципальных образований в его составе» (с изменениями от 30 декабря 2008 г.).